# Renata Tebaldi
Renata Tebaldi (Pesaro, 1922. február 1.  – San Marino, 2004. december 19.) Grammy-díjas olasz opera-énekesnő (szoprán).

## Életútja
Renata Ersilia Clotilde Tebaldi 1922. február 1-jén született az olaszországi Pesaróban. Apja Teobaldo Tebaldi elismert csellóművész volt, anyja Giuseppina Barbieri, jó hangú ápolónő volt. Szülei válása után anyjával Langhiranóba költözött. Háromévesen gyermekbénulás tüneteivel diagnosztizálták, így Renata nem vehetett részt megerőltető tevékenységekben. Érdeklődését a zene kötötte le, a helyi kórusban énekelt. Tizenévesen kezdett zenét tanulni a parmai konzervatóriumban: előbb zongorázott, majd Italo Brancucci vezetésével énekelni tanult. Tanárai közül nagy szerepet játszott hangjának kialakulásában korának elismert dívája, Carmen Melis, akivel Parmában ismerkedett meg. Melis segítségével debütált huszonkét évesen operaszínpadon Boito Mefistofeléjében, Rovigo operaházában.
A következő években vidéki olasz városok operatársulataiban énekelt, 1946 jelentette életében a nagy áttörést: előénekelt Arturo Toscanininek, aki azonnal felvette a milánói Scalába. Tebaldi részt vett a Scala háború utáni első évadjának nyitókoncertjén, s egy csapásra világhírűvé vált. Az 1950-es években mint a Scala legnagyobb csillagát ünnepelték, maga Toscanini is csodálta hangját s a „voce d’angelo” (angyalhang) jelzővel illette.
Az 1950-es években bemutatkozott Európa számos operaházában: London, Bécs, Berlin stb. 1950-ben az Amerikai Egyesült Államokban énekelt. New Yorkban 1955. január 31-én debütált Desdemona szerepében Verdi Otellójában, Mario Del Monaco partnereként. A sikernek köszönhetően az operaház szerződtette. A Metropolitan tagja maradt közel húsz évig. Ebben az időszakban messzemenően többet énekelt a Metben, mint bárhol máshol. Elsősorban Verdi- és Puccini-operák hősnőinek szerepében lépett színpadra.
Tebaldi legnagyobb riválisa Maria Callas volt, de kapcsolatukról valódi képet nehéz festeni, mert a sajtó, illetve a két szoprán rajongótábora rendkívül felnagyította viszálykodásukat. Rudolf Bing, a Metropolitan igazgatója, memoárjaiban leírta, hogy egy alkalommal Callas pusztán azért mondta le a Traviata előadásait, mert korábban Tebaldi is megtehette ezt, s híressé vált Callas egy megjegyzése, amelyben Tebaldit a Coca-Colához, önmagát egy jófajta pezsgőhöz hasonlította. Tebaldi nem késett a válasszal, mondván, hogy a pezsgő bizony gyorsan megsavanyodik. Noha mindketten egy időben voltak pályájuk csúcsán, a két díva hangi adottságai, repertoárja és temperamentuma alapvetően különbözött egymástól, 1968. szeptember 16-án Callas, aki ekkor már pályája végén volt, lelkesen gratulált az Adriana Lecouvreur egyik előadása után Tebaldinak, eloszlatva a továbbiakra a kettőjük rivalizálásáról szóló pletykákat.
Karrierje végéig 1262 fellépésen, 1048 operaelőadáson és 214 koncerten énekelt.
1973-ban vonult vissza végleg az operaszínpadtól, egy 1976 májusában a milánói Scalában tartott búcsúkoncerttel pedig a nyilvánosságtól. Élete utolsó évtizedeit Milánóban töltötte. Otthonában, San Marinóban érte a halál 2004. december 19-én. A család kápolnájában helyezték örök nyugalomra, Langhiranóban. Az ottani kastélyban, 2010-ben egy kiállítást nyitottak a művésznő emlékére.
Operák mellett oratóriumokat és dalokat is énekelt. Számos lemezfelvételt készített, amelyek a Decca Classics lemezkiadó gondozásában jelentek meg.

## Főbb szerepei
- Boito: Mefistofele - Margherita, Elena
- Casavola: Salommbô - Salommbô
- Cilea: Adriana Lecouvreur - Adriana Lecouvreur
- Csajkovszkij: Anyegin - Tatjána
- Giordano: Andrea Chénier - Maddalena
- Gounod: Faust - Marguérite
- Händel: Giulio Cesare - Cleopatra
- Mascagni: Parasztbecsület - Santuzza
- Mascagni: Fritz barátunk - Suzel
- Mozart: Don Giovanni - Donna Elvira
- Mozart: Figaro házassága - a grófné
- Ponchielli: Gioconda - Gioconda
- Puccini: Bohémélet - Mimi
- Puccini: A Nyugat lánya - Minnie
- Puccini: Gianni Schicchi - Lauretta
- Puccini: Pillangókisasszony - Cso-cso-szán
- Puccini: Manon Lescaut - Manon
- Puccini: Angelica nővér - Angelica
- Puccini: A köpeny - Giorgetta
- Puccini: Tosca - Tosca
- Puccini: Turandot - Liù
- Refice: Cecilia - Cecilia
- Rossini: Korinthosz ostroma - Pamira
- Rossini: Tell Vilmos - Matilde
- Spontini: Agnese di Hohenstaufen - Agnese
- Spontini: Fernando Cortez - Amazily
- Spontini: Olympia - Olympia
- Verdi: Aida - Aida
- Verdi: Az álarcosbál - Amelia
- Verdi: Don Carlos - Erzésbet
- Verdi: Falstaff - Alice Ford
- Verdi: A végzet hatalma - Leonora
- Verdi: Az orléans-i szűz - Johanna
- Verdi: Otello - Desdemona
- Verdi: Traviata - Violetta
- Verdi: Simon Boccanegra - Amelia Grimaldi
- Verdi: A trubadúr - Leonora
- Wagner: Lohengrin - Elza
- Wagner: A nürnbergi mesterdalnokok - Éva
- Wagner: Tannhäuser - Erzsébet
- Zandonai: Francesca da Rimini- Francesca da Rimini

## Külső hivatkozások
- Official Site (angolul)
- Renata Tebaldi a New Tribute(angolul)
- International Jose Guillermo Carrillo Foundation(angolul)
- A Tribute to Renata Tebaldi (including discography)(angolul)